# Teachmaster
Teachmaster est un programme entièrement gratuit sous Windows qui sert à l'apprentissage du vocabulaire dans des cours de langues.

## Principe général
Son utilisation est simple pour apprendre des listes de mots, liste que l'utilisateur crée par lui-même. Les deux façons les plus utilisées pour leur création sont l'encodage direct dans la partie « editor » du programme ou bien en éditant la liste à l'aide d'un tableur. l'apprentissage de son vocabulaire peut se faire de plusieurs façons différentes : la classique, la patience, l'aléatoire, par box, questionnaire à choix multiples... 

## Caractéristiques
Les principales caractéristiques de Teachmaster sont : 
- une interface multilingue
- une utilisation simple et intuitive
- l'analyse de l'apprentissage des leçons avec des graphiques
- il supporte les caractères spéciaux de certaines langues comme le grec, le russe, le tchèque
- le vocabulaire peut être classé facilement
- exportation en HTML et CSV
- l'importation des fichiers CSV (d'un tableur à teachmaster), winvok II et teachmaster 1.5
- on peut facilement corriger le vocabulaire pendant son apprentissage en cas d'erreur à l'aide de "quick éditor"
- possibilité de faire une sauvegarde en format ZIP
- importation de fichiers WAV pour la prononciation
- tableau comprenant les caractères spéciaux et leurs raccourcis clavier